# Larry Skey
Pour les articles homonymes, voir Skey.
Lawrence Wilton Skey (29 octobre 1911-8 mai 1977) est un homme politique canadien de l'Ontario. Il est député fédéral progressiste-conservateur de la circonscription ontarienne de Trinity de 1945 à 1949.

## Biographie
Né à London en Ontario, Skey étudie au Ridley College (en) de Saint Catharines et à l'Université de Toronto où il termine une formation en commerce.
Devenu comptable agréé, il s'enrôle et se joint à la Royal Air Force en 1936 et participe à la Seconde Guerre mondiale. Il est nommé à deux reprises pour citation militaire britannique et remporte la Distinguished Flying Cross. Il est particulièrement actif lors de la campagne de Norvège en faisant des vols de reconnaissance sur le littoral norvégien. Il sert aussi à Singapour, en Inde, à Suez, à Gibraltar, à Malte et en Malaisie.
Skey est transféré à l'Aviation royale canadienne en 1944 et sert comme commandant de vol. Il prend sa retraite de l'armée en 1946.
Élu député fédéral en 1945, il est défait en 1949.
Après un retour à la vie privée, il entre dans une compagnie d'investissement et devient président et directeur de la York Associates de Toronto et vice-président de la Canadian Scudder Investment Fund.